# Thanatophilus

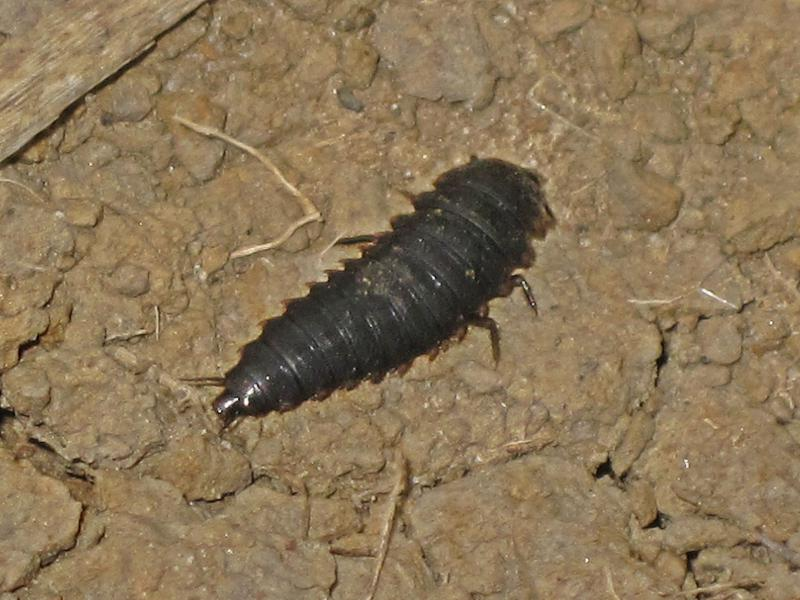
Larve der Gattung Thanatophilus

Thanatophilus ist eine Gattung der Käfer (Coleoptera) aus der Familie der Aaskäfer (Silphidae). Der Gattungsname leitet sich von den griechischen Begriffen thanatos (θανατος) für „Tod“ und philos (φιλος) für „liebend“ ab.

## Merkmale
Die Käfer erreichen eine Körperlänge von 7 bis 12 mm. Sie haben eine braune bis schwarze Körperfarbe und sind behaart. Die Mittelhüfte ist breit getrennt. Die Endglieder der Fühler sind vergrößert und mattschwarz. Der Kopf ist hinter den Schläfen stark eingeschnürt und die Deckflügel haben je drei Längsrippen und im letzten Drittel eine Querrille. Bei den Männchen sind die ersten vier Tarsenglieder der Vorderbeine mäßig erweitert.

## Arten
Die Gattung besteht aus etwa 20 rezenten Arten. Sie ist in Europa mit 9 Arten, in der Nearktis mit 5 Arten vertreten. In Mitteleuropa kommen folgende 3 Arten vor: T. rugosos, T. sinuatus und T. dispar.
- Thanatophilus coloradensis (Wickham, 1902) – nearktisch
- Thanatophilus dentigerus (Semenov, 1890) – Pakistan, Indien, Nepal, Tibet[4]
- Thanatophilus dispar (Herbst, 1793) – paläarktisch
- Thanatophilus ferrugatus (Solsky, 1874) – Naher Osten, Turkestan
- Thanatophilus grilati  (Bedel, 1891) – Afrika
- Thanatophilus lapponicus (Herbst, 1793) – holarktisch, Fennoskandinavien, Island
- Thanatophilus latericarinatus Motschulsky, 1860 – Heilongjiang
- Thanatophilus micans (Fabricius, 1794) – Afrika, Jemen
- Thanatophilus minutus Kraatz, 1876 – Afghanistan, Indien[4]
- Thanatophilus pilosus (Jakovlev, 1890) – Turkestan
- Thanatophilus porrectus (Semenov, 1890) – Armenien, Zentralasien, Indien, China, Ferner Osten Russlands[4]
- Thanatophilus roborowskyi Jakovlev, 1887 – Ost-Tibet
- Thanatophilus ruficornis (Kuster, 1851) – westlicher Mittelmeerraum, Nordafrika
- Runzeliger Aaskäfer (Thanatophilus rugosus (Linnaeus, 1758)) – paläarktisch, Peking, Shaanxi
- Thanatophilus sagax (Mannerheim, 1853) – nearktisch
- Gerippter Totenfreund (Thanatophilus sinuatus (Fabricius, 1775)) – paläarktisch, Peking, Shaanxi
- Thanatophilus terminatus (Hummel, 1825) – paläarktisch, Rumänien, Ukraine
- Thanatophilus trituberculatus (Kirby, 1837) – holarktisch, Finnland
- Thanatophilus truncatus (Say, 1823) – nearktisch
- Thanatophilus uralensis Kozminykh, 1994 – paläarktisch

Fossile Arten:
- Thanatophilus baicalicus Motschulsky, 1860 – im Piacenzium[5]